# Gesotz
Gesotz ist ein Weiler der Ortsgemeinden Feuerscheid, Hargarten, Lascheid und Plütscheid im Eifelkreis Bitburg-Prüm in Rheinland-Pfalz.

## Geographische Lage
Gesotz liegt als einziger Weiler im Eifelkreis Bitburg-Prüm auf den Gemarkungen von vier Ortsgemeinden sowie zwei Verbandsgemeinden. Das Gebiet einer fünften Gemeinde, Lasel, reicht bis an den nördlichen Ortsrand von Gesotz. Der Weiler befindet sich auf einer Hochebene und ist hauptsächlich von landwirtschaftlichen Nutzflächen sowie Wäldern im Norden und Westen umgeben. Westlich der Ansiedlung fließt der Dierbach und nördlich der Taubenbach. Der östliche Teil von Gesotz ist mit dem Weiler Denterhof (Feuerscheid) zusammengewachsen. Es handelt sich um ein typisches Straßendorf.
| Siedlungsteil von Gesotz                                   | Ortsgemeinde           | Entfernung |
| ---------------------------------------------------------- | ---------------------- | ---------- |
| Östlicher Teil; Bebauung östlich der K 132 bis Denterhof   | Feuerscheid, VG Prüm   | 2,1 km     |
| Westlicher Teil; Bebauung westlich der K 130               | Hargarten, VG Arzfeld  | 2,7 km     |
| Nördlicher Teil; Bebauung südlich der L 10                 | Lascheid, VG Arzfeld   | 1,4 km     |
| Westlicher und Nördlicher Teil; Bebauung östlich der K 130 | Plütscheid, VG Arzfeld | 2,3 km     |

## Geschichte
Es ist von einer frühen Besiedelung des Gebietes um Gesotz auszugehen, was vor allem durch den Fund von frührömischen Brandgräbern nordwestlich des Weilers belegt werden konnte. 1905 entdeckte man hier Keramik sowie eine Fibel. Die Gräber wurden im Zuge von Forstarbeiten zerstört.
Gesotz gehörte im Jahre 1843 als Gehöft der Ortsgemeinde Plütscheid zur Bürgermeisterei Dingdorf und wurde von 10 Menschen bewohnt.

## Wappen von Plütscheid

Das Wappen der heute übergeordneten Gemeinde Plütscheid wurde in Anlehnung an den Weiler Gesotz entworfen und stellt diesen ebenfalls symbolisch dar.
Wappenbegründung: Die Farben Rot und Silber weisen auf die frühere Herrschaft Schönecken und auf das Kurfürstentum Trier hin, zu denen Plütscheid früher gehörte; das Antoniuskreuz ist ein Hinweis auf den Ortspatron Antonius der Einsiedler; Die Eicheln symbolisieren die fünf Ortsteile Plütscheid, Atzseifen, Gesotz, Geweberhof und Mauler Mühle; der Eichenzweig verweist auf den Waldreichtum der Gemeinde.

## Kultur und Sehenswürdigkeiten

### Wegekreuze und Steinbrüche
Im westlichen Teil des Weilers befinden sich drei Wegekreuze. Genauere Angaben hierzu liegen nicht vor. Ebenfalls im westlichen Teil von Gesotz wurden drei Steinbrüche betrieben, die in die Zeit um 1891 datiert wurden.

### Naherholung
Sehenswert ist in Gesotz eine ca. 200 Jahre alte Roteiche mit einer Höhe von rund 20 m. Der Baum gehört als Naturdenkmal zur Ortsgemeinde Lascheid.
Durch Gesotz verläuft die Rundwanderung rund um Plütscheid. Es handelt sich um einen 7,2 km langen Rundwanderweg. Highlights am Weg sind mehrere Aussichtspunkte sowie Wald- und Bachpassagen. Weitere Wanderwege befinden sich in den drei anderen genannten Ortsgemeinden.
Siehe auch: Liste der Naturdenkmale in Lascheid

## Wirtschaft und Infrastruktur

### Unternehmen
In Gesotz werden eine Autowerkstatt sowie ein Ferienhof betrieben.

### Verkehr
Es existiert eine regelmäßige Busverbindung.
Gesotz liegt strategisch besonders günstig am Knotenpunkt mehrere Straßen und ist durch die Kreisstraßen 130, 132 und 194 erschlossen. Direkt nördlich grenzt der Weiler an die Landesstraße 10. Rund 500 m östlich des Weilers verläuft die Bundesautobahn 60 mit der nächstgelegenen Anschlussstelle Waxweiler.